# Пестушко Максим Вікторович
Максим Вікторович Пестушко (рос. Максим Викторович Пестушко; 9 лютого 1985, м. Набережні Челни, СРСР) — російський хокеїст, правий нападник. Виступає за «Нафтохімік» (Нижньокамськ) у Континентальній хокейній лізі. 
Вихованець хокейної школи «Нафтохімік» (Нижньокамськ). Виступав за «Нафтохімік» (Нижньокамськ), «Динамо» (Москва). 
У складі національної збірної Росії учасник EHT 2008.